# Рудолф Франц Ервайн фон Шьонборн
Рудолф Франц Ервайн фон Шьонборн (на немски: Rudolph Anselm Franz Erwein Graf von Schönborn; Rudolf von Schönborn-Buchheim und Wolfsthal; * 23 октомври 1677; † 22 септември 1754, Гайбах/Фолках) от благородническата фамилия Шьонборн, е граф на Буххайм и Волфщал, граф на Визентхайд (1704 – 1754), немски политик, дипломат и композитор. Носител на ордена на Златното руно.

## Произход и образование
Той е осмото дете на граф Мелхиор Фридрих фон Шьонборн-Буххайм (1644 – 1717), държавен министър на Курфюрство Майнц, и съпругата му Мария Анна София фон Бойнебург-Ленгсфелд (1652 – 1726), дъщеря на фрайхер Йохан Кристиан фон Бойнебург-Ленгсфелд († 1672) и Анна Кристина Шютц фон Холцхаузен. Племенник е на Лотар Франц фон Шьонборн († 1729), княжески епископ на Бамберг (1693 – 1729), курфюрст и архиепископ на Майнц (1695 – 1729).
Брат е на Йохан Филип Франц фон Шьонборн († 1724), княжески епископ на Вюрцбург (1719 – 1724), Фридрих Карл фон Шьонборн, епископ на Бамберг и Вюрцбург († 1746), Франц Георг фон Шьонборн, архиепископ на Трир († 1756), и Дамиан Хуго Филип фон Шьонборн († 1743), кардинал, епископ на Шпайер и Констанц. Освен това той има три по-малки братя и седем сестри.
Рудолф Франц Ервайн фон Шьонборн е обучаван първоначално от домашен учител, по-късно посещава Йезуитската гимназия в Ашафенбург и Вюрцбург. От 1693 до 1695 г. учи в Collegium Germanicum в Рим и следва от 1696 до 1698 г. в университета в Лайден и 1966 г. в Париж.

## Дипломатическа кариера
От 1689 г. Рудолф Франц Ервайн фон Шьонборн е домхер във Вюрцбург и от 1690 до 1697 г. домхер в Трир. През 1699 г. пътува на дипломатическа мисия в Рим за чичо му Лотар Франц фон Шьонборн.
От 1700 до 1701 г. е в императорския двор във Виена, от 1700 г. е вицедоминус на Ашафенбург на служба на Курфюрство Майнц и от 1701 г. е императорски кемерер и имперски дворцов съветник.
През 1704 г. Рудолф Франц поема официално господството Визентхайд, което получава след женитбата му с графиня Елеонора фон Дернбах, родена графиня фон Хатцфелд.
През 1709 г. той става истински таен съветник на Курфюрство Майнц и оберхофмаршал. През 1710 г. е изпратен за посланик в двора в Дрезден. Император Карл VI при короноването си през 1711 г. го прави рицар на Свещената Римска империя, а през 1713 г. и съветник. Фон Шьонборн напуска службата си в Курмайнц и до 1732 г. е във Франкфурт на Майн. През 1731 г. той става рицар на „Ордена на Златното руно“. През 1733 г. напуска службата си като вицедоминус на Ашафенбург.
През ноември 1736 г. Рудолф Франц Ервайн фон Шьонборн получава от брат си, епископ Дамиан Хуго Филип фон Шьонборн-Буххайм, селището Ешелброн.
Рудолф Франц е виолончелист и има голяма сбирка от инструменти и музикални ръкописи. Той прави преустройване на двореца във Визентхайд и построява църквата Валденщайн.

## Фамилия
Рудолф Франц Ервайн фон Шьонборн се жени на 14 ноември 1701 г. за първата си братовчедка графиня Мария Елеонора фон Хатцфелд и Глайхен (* 6 септември 1679; † 28 април 1718, Визентхайд), вдовица на граф Йохан Ото фон Дернбах († 29 май 1697), дъщеря на граф Хайнрих фон Глайхен и Хатцфелд († 1683) и фрайин Катарина Елизабет фон Шьонборн († 1707), която е негова леля. Така се основава линията Шьонборн-Визентхайд и господствата Визентхайд, Арнфелс в Щирия и Валденщайн в Каринтия отиват в рода фон Шьонборн. Графинята е наследила тези земи от първия си съпруг. Тя управлява господството Визентхайд (1697 – 1704). Те имат девет деца:
- Анна Катарина Мария София Каролина (* 30 юли 1702, Майнц; † 5 ноември 1760), омъжена в Бамберг на 30 ноември 1720 г. за граф и маркиз Франц Арнолд фон и цу Хоенсброек (* 31 май 1696; † 23 август 1759), техният син Филип Дамиан фон Хоенсброек става епископ на Рурмонд, Нидерландия (1775 – 1793)
- Мария Анна Катарина Елизабет (* 25 август 1703; † 11 юни 1743)
- Мария Анна София Хенриета (* 10 август 1704; † 4 септември 1710)
- Мария Каролина Терезия Катарина (* 24 октомври 1705; † 30 август 1739)
- Ева Терезия Амалия Филипина Изабела (* 4 март 1707; † 14 ноември 1794), абатиса на Св. Анна във Вюрцбург
- Йозеф Франц Бонавентура Килиан (* 8 юли 1708; † 27 януари 1772), граф на Шьонборн-Визентхайд (1754 – 1772), женен на 30 август 1736 г. за графиня Бернхардина фон Платенберг (* 6 септември 1719; † 13 април 1769)
- Мария Анна Ева Елеонора (* 9 август 1709; † 16 септември 1710)
- Мелхиор Фридрих Йозеф (* 14 март 1711; † 27 февруари 1754), свещеник и пропст на манастир Св. Албан пред Майнц
- Мария Анна Йохана (* 8 юни 1712; † 14 ноември 1788)